# Гринло
Гринло (англ. Greenlaw) — маленький город расположенный в провинции Скоттиш-Бордерс. Расположен на предгорьях Ламмермура. Город получил своё название от ближайшей горы — «green law».

## История
Гринло получил статус столицы графства Берикшир в 1596 году и стал первым городом удостоившимся подобного статуса после завоевания Берика англичанами в 1482 году. В 1661 году парламент принял закон, согласно которому столица графства переносилась в Дунс, однако благодаря стараниям эрла Марчмонта и барона Гринло в 1696 году Гринло снова стал столицей. Примерно в это же время возникла сегодняшняя деревня Гринло: до этого поселение находилось примерно в десяти километрах от Гринло, в месте известном как Старое Гринло.
Попытки переноса столицы были снова предприняты в 1739, 1790 и 1810 годах, однако увенчались успехом только в 1900 году.
В ходе второй мировой войны в Гринло были расквартированы польские войска.

## Достопримечательности
- Городская ратуша была построена в 1831 году. Сегодня здание сохранилось плохо и практически не используется[1].
- Церковь Гринло была построена в 1242 году и значительно перестроена в XVII—XVIII веках.
- Дом Марчмонта